# Campeonato Africano de Atletismo de 2022 - Arremesso de peso masculino
A prova do arremesso de peso masculino do Campeonato Africano de Atletismo de 2022 foi disputada no dia 12 de junho, no Complexo Esportivo Nacional Cote d'Or, em Saint Pierre, na Maurícia.

## Recordes
Antes desta competição, os recordes mundiais e do campeonato nesta prova eram os seguintes:
|                       | Nome                  | Nacionalidade  | Distância | Local  | Data                |
| --------------------- | --------------------- | -------------- | --------- | ------ | ------------------- |
| Recorde mundial       | Ryan Crouser          | Estados Unidos | 23m 37cm  | Eugene | 18 de junho de 2021 |
| Recorde do campeonato | Chukwuebuka Enekwechi | Nigéria        | 21m 08cm  | Asaba  | 2 de agosto de 2018 |
| Recorde africano      | Janus Robberts        | África do Sul  | 21m 97cm  | Eugene | 2 de junho de 2001  |

Os seguintes recordes foram estabelecidos durante esta competição:
| Data        | Evento | Atleta                | Nacionalidade | Distância | Notas                 |
| ----------- | ------ | --------------------- | ------------- | --------- | --------------------- |
| 12 de junho | Final  | Chukwuebuka Enekwechi | Nigéria       | 21m 20cm  | Recorde do campeonato |

## Medalhistas
| Ouro                        | Prata               | Bronze                    |
| Chukwuebuka Enekwechi (NGR) | Kyle Blignaut (RSA) | Mohamed Magdi Hamza (EGY) |

## Cronograma
Todos os horários são locais (UTC+4). 
| Data        | Hora  | Evento |
| ----------- | ----- | ------ |
| 12 de junho | 15:30 | Final  |

## Resultado final
A final ocorreu dia 12 de junho às 15:30.
| Posição           | Atleta                           | Nacionalidade   | #1    | #2    | #3    | #4    | #5    | #6    | Resultado | Notas                 |
| ----------------- | -------------------------------- | --------------- | ----- | ----- | ----- | ----- | ----- | ----- | --------- | --------------------- |
| Medalha de ouro   | Chukwuebuka Enekwechi            | Nigéria         | 20.21 | 20.11 | 20.29 | 20.46 | 21.20 | 20.09 | 21.20     | Recorde do campeonato |
| Medalha de prata  | Kyle Blignaut                    | África do Sul   | 20.32 | 20.60 | 20.16 | 19.67 | x     | x     | 20.60     |                       |
| Medalha de bronze | Mohamed Magdi Hamza              | Egito           | 19.95 | 20.33 | x     | 19.63 | 19.96 | 20.10 | 20.33     |                       |
| 4                 | Dotun Ogundeji                   | Nigéria         | 18.45 | 18.13 | 18.49 | x     | 19.11 | x     | 19.11     |                       |
| 5                 | Bernard Baptiste                 | Ilhas Maurícias | 16.79 | 16.38 | 17.66 | 17.06 | 17.47 | 17.27 | 17.66     |                       |
| 6                 | Cian de Villiers                 | África do Sul   | 16.66 | 16.94 | x     | 17.20 | x     | x     | 17.20     |                       |
| 7                 | Sié Fahige Kambou                | Burquina Fasso  | 14.41 | 13.27 | x     | 14.24 | 14.24 | x     | 14.41     |                       |
| 9                 | Aboubakar Sidick Tetndap Nsangou | Camarões        |       |       |       |       |       |       | DNS       |                       |
| 9                 | Isaac Odugbesan                  | Nigéria         |       |       |       |       |       |       | DNS       |                       |

Legenda
| Recorde mundial       | Recorde mundial (World record)               |                       | Recorde africano                      | Recorde africano (African) |                                           | Q | Classificado por posição (Qualified) |
| Recorde do campeonato | Recorde do campeonato (Championship record)  | Recorde da América    | Recorde da América (Americas)         | q                          | Classificado por melhor tempo (Qualified) |   |                                      |
| Melhor marca do ano   | Melhor marca do ano (World leading)          | Recorde asiático      | Recorde asiático (Asian)              | DNS                        | Não largou (Did not start)                |   |                                      |
| Recorde nacional      | Recorde nacional (National record)           | Recorde europeu       | Recorde europeu (European)            | DNF                        | Não terminou (Did not finish)             |   |                                      |
| Recorde pessoal       | Recorde pessoal do atleta (Personal best)    | Recorde da Oceania    | Recorde da Oceania (Oceania)          | DSQ / DQ                   | Desclassificado (Disqualified)            |   |                                      |
| Recorde da temporada  | Recorde da temporada do atleta (Season best) | Recorde sul-americano | Recorde sul-americano (South America) | NM                         | Sem marca (No mark)                       |   |                                      |